# Kabinet-Rutte III
Het kabinet-Rutte III was een Nederlands kabinet van 26 oktober 2017 tot en met 10 januari 2022. Het werd gevormd door de partijen VVD, CDA, D66 en ChristenUnie en stond onder voorzitterschap van minister-president Mark Rutte.
Het kabinet werd op 26 oktober 2017 beëdigd als opvolger van het kabinet-Rutte II, na de Tweede Kamerverkiezingen van 15 maart 2017 en de daaropvolgende kabinetsformatie.
Op 15 januari 2021 bood het kabinet zijn ontslag aan, twee maanden voor de Tweede Kamerverkiezingen, als reactie op een rapport over de toeslagenaffaire. Op 10 januari 2022 werd het kabinet-Rutte IV beëdigd als opvolger.

## Totstandkoming

### Formatie
Na de Tweede Kamerverkiezingen van 15 maart 2017 ging de kabinetsformatie van start onder leiding van verkenner Edith Schippers. Het was direct duidelijk dat de kern van een nieuw kabinet zou worden gevormd door VVD, CDA en D66, die samen vijf zetels tekort kwamen voor meerderheid. Op 28 maart werd Schippers door de Tweede Kamer voorgedragen als informateur om verder te gaan met concrete onderhandelingen voor een kabinet van VVD–CDA–D66–GroenLinks. Op 15 mei mislukte deze formatiepoging, als gevolg van de verschillende standpunten van de partijen over asiel en migratie.
Toen op 23 mei een tweede formatiepoging, dit keer met de ChristenUnie, mislukte, stelde Schippers voor een nieuwe informateur te benoemen, Herman Tjeenk Willink. Hernieuwde gesprekken met GroenLinks leidden niet tot overeenstemming. Op 27 juni gaf de informateur in zijn eindverslag aan dat de enige mogelijkheid voor een meerderheidskabinet een kabinet was met de vier partijen VVD, CDA, D66 en ChristenUnie. Gerrit Zalm werd een dag later benoemd tot informateur. Op 9 oktober, 208 dagen na de verkiezingen, lag er een voorlopig coalitieakkoord getiteld "Vertrouwen in de toekomst" op tafel voor een nieuw te vormen kabinet-Rutte III. Op 12 oktober werd Rutte op voorstel van de vier hoofdonderhandelaars door de Tweede Kamer aangesteld als formateur. Op 25 oktober rondde Rutte zijn taken als formateur af en overhandigde hij zijn eindverslag aan Tweede Kamervoorzitter Khadija Arib. Een dag later werd het kabinet beëdigd.

### Wijzigingen ministeries
In het regeerakoord werd afgesproken wijzigingen aan te brengen in ministeries en portefeuilles. Het ministerie van Landbouw, Natuur en Voedselkwaliteit werd heropgericht, nadat het tussen 2010 en 2017 was ondergebracht bij het ministerie van Economische Zaken. Drie ministeries werden hernoemd. Het ministerie van Economische Zaken werd ministerie van Economische Zaken en Klimaat, het ministerie van Infrastructuur en Milieu werd ministerie van Infrastructuur en Waterstaat en het ministerie van Veiligheid en Justitie werd ministerie van Justitie en Veiligheid.
Uit een rapport van de Auditdienst Rijk uit oktober 2018 bleek dat de herstructureringen en naamswijzigingen naar schatting € 31,7 miljoen hebben gekost.
Verder verdween de minister zonder portefeuille voor Wonen en Rijksdienst. Nieuwe ministers waren die voor Rechtsbescherming, Basis- en Voortgezet Onderwijs en Media, en Medische Zorg, respectievelijk ondergebracht bij de ministeries van Justitie en Veiligheid, Onderwijs, Cultuur en Wetenschap en Volksgezondheid, Welzijn en Sport.

## Verloop

### Eerste jaar
Na een lange formatie kwam het kabinet vrij moeizaam van start. In de eerste honderd dagen werd de wet Hillen afgeschaft. Die maatregel moest stapsgewijs een eind maken aan het belastingvoordeel voor huiseigenaren die hun hypotheek volledig hebben afgelost. Ook besloot minister van Economische Zaken en Klimaat Eric Wiebes nog sneller de gaswinning bij het Groningenveld te verminderen.
Vier maanden na aantreden stapte minister van Buitenlandse Zaken Halbe Zijlstra op. Hij had jarenlang beweerd aanwezig te zijn geweest bij een bijeenkomst in de datsja van Russisch president Vladimir Poetin, waar Poetin gesproken zou hebben over een ambitie voor een "Groot-Rusland". Zijlstra bleek daar echter niet bij aanwezig te zijn geweest. Diens opvolger, Stef Blok, kwam hetzelfde jaar ook in opspraak, toen hij onder meer Suriname een failed state noemde.
Aangekondigd in het regeerakkoord was de afschaffing van de dividendbelasting. Vanaf het begin was dit controversieel, omdat het in geen verkiezingsprogramma had gestaan. Rutte beweerde dat er geen memo's waren over de afschaffing van de dividendbelasting, maar deze bleken er wel te zijn. Dit leidde tot een motie van afkeuring tegen Rutte die gesteund werd door de hele oppositie behalve SGP. Uiteindelijk besloot het kabinet de afschaffing in te trekken. Als alternatief werd besloten de winstbelasting te verlagen.

### Verlies van meerderheid
Door de Eerste Kamerverkiezingen van 27 mei 2019 verloor het kabinet zijn meerderheid in de Eerste Kamer. De coalitie ging daar van 38 naar 32 zetels.
Het kabinet leunde altijd op een krappe meerderheid van 76 zetels. Op 24 september 2019 besloot de VVD na meerdere incidenten toch Kamerlid Wybren van Haga uit de fractie te zetten. Van Haga besloot door te gaan als eenmansfractie, waardoor het kabinet de meerderheid verloor. Van Haga gaf wel aan het regeerakkoord te blijven steunen.

### Coronacrisis
Nederland kreeg in februari 2020 te maken met de coronacrisis door de COVID-19-pandemie. Op 27 februari 2020 werd de eerste besmetting in Loon op Zand geconstateerd. Het kabinet gaf het advies geen handen meer te schudden. Later kwamen er meer maatregelen bij, zoals zoveel mogelijk thuis werken en geen bijeenkomsten met meer dan honderd personen te houden. De maatregelen werden in de loop van de tijd verder aangescherpt, waarbij scholen, horeca en andere uitgaansgelegenheden hun deuren moesten sluiten.
Op 16 maart 2020 sprak minister-president Mark Rutte het land toe door middel van een radio- en televisietoespraak. De laatste keer dat een Nederlandse minister-president bij een crisis de bevolking toesprak, was in 1973 tijdens de oliecrisis.

### Demissionair
Naar aanleiding van het rapport van de parlementaire ondervragingscommissie Kinderopvangtoeslag gepresenteerd op 17 december 2020 over de toeslagenaffaire, beraadde het kabinet zich op een reactie, inclusief mogelijke politieke gevolgen. Op 10 januari 2021 kondigde GroenLinks-fractievoorzitter Jesse Klaver aan een motie van wantrouwen in te dienen tegen kabinet-Rutte III tijdens een aankomend debat op 15 januari 2021 over het rapport van de parlementaire ondervragingscommissie. Alle oppositiepartijen gaven aan dit te steunen of te overwegen. Vlak voor dat debat besloot het kabinet na een ministerraad af te treden en demissionair door te gaan tot de geplande Tweede Kamerverkiezingen die twee maanden later zullen plaatsvinden. Daarnaast besloot minister van Economische Zaken Eric Wiebes direct op te stappen.
Aangezien de val van het kabinet plaatsvond in de coronacrisis, waren er zorgen over of dit van invloed zou zijn op het corona-beleid. Rutte gaf bij bekendmaking van de ontslagaanvraag aan dat de bestrijding van het coronavirus onverminderd door zou gaan.
De coalitiepartijen wisten bij de Tweede Kamerverkiezingen van 17 maart 2021 met 78 zetels weer een meerderheid te behalen, een grotere dan bij de verkiezingen in 2017. Het kabinet regeerde door tot 10 januari 2022, toen het kabinet-Rutte IV geïnstalleerd werd. Door de ontslagaanbieding al twee maanden voor de verkiezingsdatum en de lengte van de daaropvolgende formatie werd een nieuw record gevestigd voor de zittingsduur van een demissionair kabinet.

## Samenstelling
Aanvankelijk bestond het kabinet uit zestien ministers en acht staatssecretarissen. De VVD leverde zes ministers en drie staatssecretarissen, het CDA en D66 beide vier ministers en twee staatssecretarissen en de ChristenUnie twee ministers en één staatssecretaris. Door mutaties is dit in de loop van het kabinet gewijzigd.
Aanvankelijk waren er vier ministers zonder portefeuille. Deze worden aangegeven met "Ministers voor" in plaats van "Ministers van".
Na het ontslag van staatssecretaris Keijzer telde het kabinet elf tussentijds opgestapte kabinetsleden. Daarmee overtrof het kabinet het record van kabinet-Lubbers III.

### Ambtsbekleders
| Ambtsbekleders | Ambtsbekleders                    | Ambtsbekleders                               | Minister / Ministerie             | Minister / Ministerie                     | Termijn                               | Partij |
| -------------- | --------------------------------- | -------------------------------------------- | --------------------------------- | ----------------------------------------- | ------------------------------------- | ------ |
|                |                                   | drs. M. (Mark) Rutte (1967)                  | Minister-president / Minister     | Algemene Zaken                            | 14 oktober 2010 – 2 juli 2024         | VVD    |
|                |                                   | H.M. (Hugo) de Jonge (1977)                  | Vicepremier / Minister            | Volksgezondheid, Welzijn en Sport         | 26 oktober 2017 – 10 januari 2022     | CDA    |
|                |                                   | drs. K.H. (Kajsa) Ollongren (1967)           | Minister                          | Binnenlandse Zaken en Koninkrijksrelaties | 26 oktober 2017 – 1 november 2019     | D66    |
| Vicepremier    | 14 april 2020 – 10 januari 2022   | drs. K.H. (Kajsa) Ollongren (1967)           |                                   | Binnenlandse Zaken en Koninkrijksrelaties |                                       | D66    |
| Vicepremier    | 14 mei 2020 – 10 januari 2022     | drs. K.H. (Kajsa) Ollongren (1967)           |                                   | Binnenlandse Zaken en Koninkrijksrelaties |                                       | D66    |
| Vicepremier    |                                   |                                              | drs. W. (Wouter) Koolmees (1977)  | Sociale Zaken en Werkgelegenheid          | 1 november 2019 – 14 mei 2020         | D66    |
| Minister       | 26 oktober 2017 – 10 januari 2022 |                                              | drs. W. (Wouter) Koolmees (1977)  | Sociale Zaken en Werkgelegenheid          |                                       | D66    |
|                |                                   | drs. C.J. (Carola) Schouten (1977)           | Vicepremier                       | Landbouw, Natuur en Voedselkwaliteit      | 26 oktober 2017 – 2 juli 2024         | CU     |
|                | Minister                          | drs. C.J. (Carola) Schouten (1977)           | 26 oktober 2017 – 10 januari 2022 | Landbouw, Natuur en Voedselkwaliteit      |                                       | CU     |
|                |                                   | drs. H. (Halbe) Zijlstra (1969)              | Minister                          | Buitenlandse Zaken                        | 26 oktober 2017 – 13 februari 2018    | VVD    |
|                |                                   | MA S.A.M (Sigrid) Kaag (1961)                | Minister                          | Buitenlandse Zaken                        | 13 februari 2018 – 7 maart 2018       | D66    |
|                |                                   | drs. S.A. (Stef) Blok (1964)                 | Minister                          | Buitenlandse Zaken                        | 7 maart 2018 – 25 mei 2021            | VVD    |
|                |                                   | MA S.A.M (Sigrid) Kaag (1961)                | Minister                          | Buitenlandse Zaken                        | 25 mei 2021 – 16 september 2021       | D66    |
|                |                                   | drs. Th.J.A.M. (Tom) de Bruijn (1948)        | Minister                          | Buitenlandse Zaken                        | 16 september 2021 – 24 september 2021 | D66    |
|                |                                   | dr. H.P.M. (Ben) Knapen (1951)               | Minister                          | Buitenlandse Zaken                        | 24 september 2021 – 10 januari 2022   | CDA    |
|                |                                   | mr. F.B.J. (Ferdinand) Grapperhaus (1959)    | Minister                          | Justitie en Veiligheid                    | 26 oktober 2017 – 10 januari 2022     | CDA    |
|                |                                   | mr. W.B.H. (Wopke) Hoekstra (1975)           | Minister                          | Financiën                                 | 26 oktober 2017 – 10 januari 2022     | CDA    |
|                |                                   | ir. E.D. (Eric) Wiebes (1963)                | Minister                          | Economische Zaken en Klimaat              | 26 oktober 2017 – 15 januari 2021     | VVD    |
|                |                                   | drs. C. (Cora) van Nieuwenhuizen (1963)      | Minister                          | Economische Zaken en Klimaat              | 15 januari 2021 – 20 januari 2021     | VVD    |
|                |                                   | B. (Bas) van 't Wout (1979)                  | Minister                          | Economische Zaken en Klimaat              | 20 januari 2021 – 25 mei 2021         | VVD    |
|                |                                   | drs. S.A. (Stef) Blok (1964)                 | Minister                          | Economische Zaken en Klimaat              | 25 mei 2021 – 10 januari 2022         | VVD    |
|                |                                   | drs. A.Th.B. (Ank) Bijleveld-Schouten (1962) | Minister                          | Defensie                                  | 26 oktober 2017 – 17 september 2021   | CDA    |
|                |                                   | mr. F.B.J. (Ferdinand) Grapperhaus (1959)    | Minister                          | Defensie                                  | 17 september 2021 – 24 september 2021 | CDA    |
|                |                                   | H.G.J. (Henk) Kamp (1952)                    | Minister                          | Defensie                                  | 24 september 2021 – 10 januari 2022   | VVD    |
|                |                                   | mr.drs. I.K. (Ingrid) van Engelshoven (1966) | Minister                          | Onderwijs, Cultuur en Wetenschap          | 26 oktober 2017 – 10 januari 2022     | D66    |
|                |                                   | drs. C. (Cora) van Nieuwenhuizen (1963)      | Minister                          | Infrastructuur en Waterstaat              | 26 oktober 2017 – 31 augustus 2021    | VVD    |
|                |                                   | drs. B. (Barbara) Visser (1977)              | Minister                          | Infrastructuur en Waterstaat              | 31 augustus 2021 – 10 januari 2022    | VVD    |
|                |                                   | dr. R.W. (Raymond) Knops (1971)              | Minister                          | Binnenlandse Zaken en Koninkrijksrelaties | 1 november 2019 – 14 april 2020       | CDA    |
|                |                                   | drs. K.H. (Kajsa) Ollongren (1967)           | Minister                          | Niet belast met ministerie                | 1 november 2019 – 14 april 2020       | D66    |
|                |                                   | B. (Bas) van 't Wout (1979)                  | Minister                          | Niet belast met ministerie                | 25 mei 2021 – 10 januari 2022         | VVD    |

| Ambtsbekleders | Ambtsbekleders | Ambtsbekleders                               | Minister z. portefeuille / Beleidsterrein / Ministerie | Minister z. portefeuille / Beleidsterrein / Ministerie                                    | Termijn                            | Partij |
| -------------- | -------------- | -------------------------------------------- | ------------------------------------------------------ | ----------------------------------------------------------------------------------------- | ---------------------------------- | ------ |
|                |                | MA S.A.M (Sigrid) Kaag (1961)                | Minister                                               | • Buitenlandse Handel en Ontwikkelingssamenwerking (Buitenlandse Zaken)                   | 26 oktober 2017 – 29 mei 2021      | D66    |
|                |                | drs. Th.J.A.M. (Tom) de Bruijn (1948)        | Minister                                               | • Buitenlandse Handel en Ontwikkelingssamenwerking (Buitenlandse Zaken)                   | 10 augustus 2021 – 10 januari 2022 | D66    |
|                |                | drs. A. (Arie) Slob (1961)                   | Minister                                               | • Basis- en Voortgezet Onderwijs en Media (Onderwijs, Cultuur en Wetenschap)              | 26 oktober 2017 – 10 januari 2022  | CU     |
|                |                | drs. S. (Sander) Dekker (1975)               | Minister                                               | • Rechtsbescherming (Justitie en Veiligheid)                                              | 26 oktober 2017 – 10 januari 2022  | VVD    |
|                |                | mr.drs. B.J. (Bruno) Bruins (1963)           | Minister                                               | • Medische Zorg en Sport (Volksgezondheid, Welzijn en Sport)                              | 26 oktober 2017 – 19 maart 2020    | VVD    |
|                |                | drs. M.J. (Martin) van Rijn (1956)           | Minister                                               | • Medische Zorg en Sport (Volksgezondheid, Welzijn en Sport)                              | 23 maart 2020 – 9 juli 2020        | O      |
|                |                | drs. T. (Tamara) van Ark (1974)              | Minister                                               | • Medische Zorg en Sport (Volksgezondheid, Welzijn en Sport)                              | 9 juli 2020 – 3 september 2021     | VVD    |
|                |                | drs. S. (Stientje) van Veldhoven (1973)      | Minister                                               | • Milieu en Wonen (Infrastructuur en Waterstaat)                                          | 1 november 2019 – 14 april 2020    | D66    |
|                |                | drs. A.Th.B. (Ank) Bijleveld-Schouten (1962) | Minister                                               | • Algemene Inlichtingen- en Veiligheidsdienst (Binnenlandse Zaken en Koninkrijksrelaties) | 1 november 2019 – 14 april 2020    | CDA    |

| Ambtsbekleders                  | Ambtsbekleders               | Ambtsbekleders                              | Staatssecretaris / Portefeuille / Ministerie | Staatssecretaris / Portefeuille / Ministerie | Termijn                             | Partij |
| ------------------------------- | ---------------------------- | ------------------------------------------- | -------------------------------------------- | --- | ----------------------------------- | ------ |
|                                 |                              | dr. R.W. (Raymond) Knops (1971)             | Staatssecretaris                             | • Digitale Overheid • Informatiesamenleving • Koninkrijksrelaties • Rijksvastgoedbedrijf • Grensoverschrijdende samenwerking (Binnenlandse Zaken en Koninkrijksrelaties) | 26 oktober 2017 – 1 november 2019   | CDA    |
| 14 april 2021 – 10 januari 2020 |                              | dr. R.W. (Raymond) Knops (1971)             | Staatssecretaris                             | • Digitale Overheid • Informatiesamenleving • Koninkrijksrelaties • Rijksvastgoedbedrijf • Grensoverschrijdende samenwerking (Binnenlandse Zaken en Koninkrijksrelaties) |                                     | CDA    |
|                                 |                              | drs. M. (Menno) Snel (1970)                 | Staatssecretaris                             | • Fiscale Zaken • Belastingdienst • Staatsloterij • Muntwezen (Financiën)                                                                                                | 26 oktober 2017 – 18 december 2019  | D66    |
|                                 |                              | dr. J.A. (Hans) Vijlbrief (1963)            | Staatssecretaris                             | • Fiscale Zaken • Belastingdienst • Staatsloterij • Muntwezen (Financiën)                                                                                                | 29 januari 2020 – 10 januari 2022   | D66    |
|                                 |                              | drs. A.C. (Alexandra) van Huffelen (1968)   | Staatssecretaris                             | • Toeslagen • Douane (Financiën) | 29 januari 2020 – 10 januari 2022   | D66    |
|                                 |                              | M.G.J. (Mark) Harbers (1969)                | Staatssecretaris                             | • Immigratie • Asielzaken • Vreemdelingenzaken • Mensenhandel (Justitie en Veiligheid)                                                                                   | 26 oktober 2017 – 21 mei 2019       | VVD    |
|                                 |                              | mr. A. (Ankie) Broekers-Knol (1946)         | Staatssecretaris                             | • Immigratie • Asielzaken • Vreemdelingenzaken • Mensenhandel (Justitie en Veiligheid)                                                                                   | 11 juni 2019 – 10 januari 2022      | VVD    |
|                                 |                              | mr.drs. M.C.G. (Mona) Keijzer (1968)        | Staatssecretaris                             | • Midden- en Kleinbedrijf • Consumentenbeleid • Telecommunicatie • Mededinging • Digitalisering (Economische Zaken en Klimaat)                                           | 26 oktober 2017 – 25 september 2021 | CDA    |
|                                 |                              | D. (Dilan) Yeşilgöz-Zegerius (1977)         | Staatssecretaris                             | • Klimaat • Energiebeleid (Economische Zaken en Klimaat) | 25 mei 2021 – 10 januari 2022       | VVD    |
|                                 |                              | drs. B. (Barbara) Visser (1977)             | Staatssecretaris                             | • Materieelvoorzieningen • Bedrijfsvoering • Personeelsbeleid (Defensie)                                                                                                 | 26 oktober 2017 – 31 augustus 2021  | VVD    |
|                                 |                              | drs. P. (Paul) Blokhuis (1963)              | Staatssecretaris                             | • Maatschappelijke opvang • Gezondheidsbevordering • Preventiebeleid • GGZ (Volksgezondheid, Welzijn en Sport)                                                           | 26 oktober 2017 – 10 januari 2022   | CU     |
|                                 |                              | drs. T. (Tamara) van Ark (1974)             | Staatssecretaris                             | • Sociale Zekerheid • Arbeidsomstandigheden • Armoedebeleid • Bijstandszaken • Pensioenen (Sociale Zaken en Werkgelegenheid)                                             | 26 oktober 2017 – 9 juli 2020       | VVD    |
|                                 |                              | B. (Bas) van 't Wout (1979)                 | Staatssecretaris                             | • Sociale Zekerheid • Arbeidsomstandigheden • Armoedebeleid • Bijstandszaken • Pensioenen (Sociale Zaken en Werkgelegenheid)                                             | 9 juli 2020 – 20 januari 2021       | VVD    |
|                                 |                              | drs. A.D. (Dennis) Wiersma (1986)           | Staatssecretaris                             | • Sociale Zekerheid • Arbeidsomstandigheden • Armoedebeleid • Bijstandszaken • Pensioenen (Sociale Zaken en Werkgelegenheid)                                             | 10 augustus 2021 – 10 januari 2022  | VVD    |
|                                 |                              | drs. S. (Stientje) van Veldhoven (1973)     | Staatssecretaris                             | • Milieuzaken • Openbaar Vervoer • Spoorwegen • KNMI (Infrastructuur en Waterstaat)                                                                                      | 26 oktober 2017 – 1 november 2019   | D66    |
|                                 | 14 april 2020 – 19 juli 2021 | drs. S. (Stientje) van Veldhoven (1973)     | Staatssecretaris                             | • Milieuzaken • Openbaar Vervoer • Spoorwegen • KNMI (Infrastructuur en Waterstaat)                                                                                      |                                     | D66    |
|                                 |                              | drs. S.P.R.A. (Steven) van Weyenberg (1973) | Staatssecretaris                             | • Milieuzaken • Openbaar Vervoer • Spoorwegen • KNMI (Infrastructuur en Waterstaat)                                                                                      | 10 augstus 2021 – 10 januari 2022   | D66    |

### Afwijzingen
- Na het aftreden van Snel was Pieter Omtzigt gevraagd, maar die wees dit af.
- Na het aftreden van Bruins vroeg Rutte Edith Schippers om minister voor Medische Zorg te worden, maar dit wees ze af.